# Anglo-nubijská koza

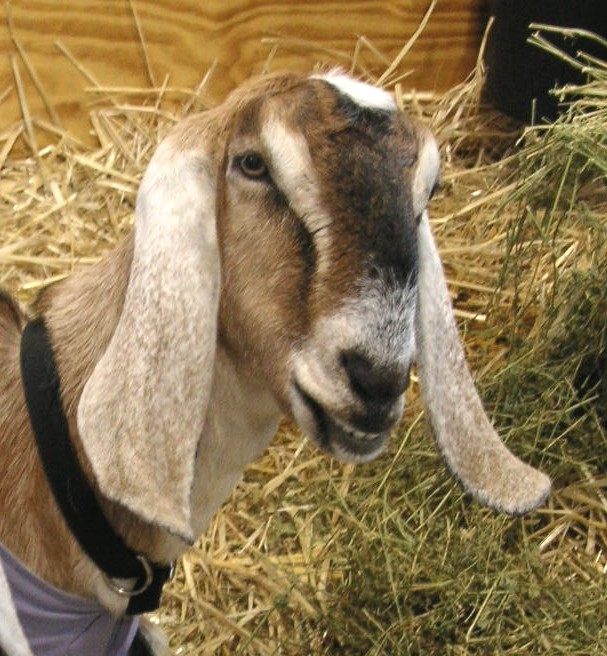
Anglonubijská koza

Anglo-nubijská koza je mléčné plemeno koz vyšlechtěné v 19. století na britských ostrovech křížením anglických, blízkovýchodních a severoafrických kozích plemen.

Díky svým blízkovýchodním předkům snášejí tyto kozy na rozdíl od ostatních mléčných plemen i značně vysoké teploty. Jejich mléko má vysokou tučnost, v průměru však mají nižší dojivost než ostatní mléčná plemena. Můžou však nadojit i 3 litry mléka.

## Popis
Anglo-nubijské kozy jsou velké a mají pevnou konstituci. Výška v kohoutku činí u koz asi 76 cm, u kozlů až 89 cm, hmotnost mají kozy nejméně 61 kg, kozlové 79 kg.

Mají charakteristickou klabonosou hlavu a široké svislé dlouhé uši. Hřbet je rovný, nohy dlouhé. Krátká a jemná srst může mít celou řadu barevných odstínů  včetně jejich kombinací.